# Приди в долину винограда
«Приди в долину винограда» — советский художественный фильм 1978 года, снятый на киностудии «Грузия-фильм» режиссёром Георгием Шенгелая, он же выступил соавтором сценария фильма и исполнил главную роль.

## Сюжет
Важа Георгадзе — начальник участка на строительстве канала в Алазанской долине. Он вынужден решать проблемы рабочие — связанные с технологией строительства оросительной системы, а попутно и проблемы нравственные, психологические, которые во множестве ставят перед ним не только бетонщики и шофёры самосвалов, но и местные крестьяне, дома которых стоят на пути русла канала и которым, стало быть, предстоит покинуть родные места. 
Сюжет разбивается на несколько небольших новелл о ситуациях возникающих при работе по строительству канала. 

Режиссёр развертывает панораму ситуаций, преднамеренно ничего не соединяя сюжетной канвой: поток реальной жизни, не срежиссированной, снятой под документ. Сцены, кажущиеся поначалу разрозненными, сплетаются воедино благодаря тому, что каждый из персонажей связан со строительством оросительного канала.— Литературная Грузия, 1987

По—своему, интересно решает современную тему Георгий Шенгелая в фильме «Приди в долину винограда», где, опираясь на реальные факты строительства канала в Алазанской долине, прослеживает новые оттенки взаимоотношений возникающими между сельскими жителями и строителями.— Кинопанорама, Том 3. — М.:Искусство, 1981. — стр. 297

## В ролях[2]
- Софико Чиаурели — Эка
- Нази Гаургашвили — Товла
- Георгий Шенгелая — Важа Георгадзе
- Гурам Пирцхалава — Бочо
- Мераб Элиозишвили — председатель колхоза
- Джемал Шаншиашвили — Ираклий
- Марго Гварамадзе — мать Товлы
- Георгий Мчедлишвили — Кита
- Нази Квачрелашвили — жена Киты

А также исполнители эпизодичных ролей.

## Критика
Георгий Шенгелая в фильме «Приди в долину винограда» просто и естественно изобразил обыкновенный и привычный труд людей. И нет в его кинорассказе ни придуманности, ни натужности; поражает полифония фильма, развитие темы разнообразных вариантах. ... Канал, прямой и стремительный, стрелой проходит через дворы и судьбы людей, и вместе с тем он явление обыденное. Да и труд по его созданию, как и всякая работа, связанная с землей, показан будничным и отнюдь не парадным … Режиссёр сумел показать нравственное напряжение труда, обыденную и вместе с тем величественную работу по переустройству земли.— Литературная Грузия, 1987

Фильм, к сожалению, ещё не дает подлинно глубокого образа противоречивых обстоятельств, в которых действует его герой. Разнообразные, и в хорошем, и в плохом, условия труда здесь только зафиксированы, названы, перечислены с той чрезвычайной тщательностью, какую позволяет принятый авторами «документальный» стиль.— Кино и время.- М.: Искусство, 1977. — стр. 123

## Показ
Фильм вышел на всесоюзный экран 10 января 1978 года, выпущенный тиражом в 761 копий, фильм посмотрели 1,6 миллиона зрителей.